# Чежесть-Какси
Чежесть-Какси — деревня в Можгинском районе Удмуртской республики.

## География
Находится в юго-западной части Удмуртии на расстоянии приблизительно 11 км на юго-восток по прямой от районного центра города Можга.

## История
Известна с 1717 года как деревня Чюжесь Какси с 5 дворами. В 1747 году уже Чюжек Какся. В 1802 году (уже Чабек Какси) учтено дворов 5, в 1873 (Чежес-Какси)- 15, в 1893 (Чажесь-Какся или Чажесь) — 23 (в том числе 6 дворов русских и 17 удмуртов), в 1905 — 27, в 1924 — 39 (в том числе 11 русских дворов и 28 удмуртов). До 2021 года входила в состав Кватчинского сельского поселения.

## Население
Постоянное население составляло: 20 человек (1717 год), 148 (1768), 23 мужчины (1802), 124 человека (1873), 162 (1893), 210 (1905), 199 (1924), 32 в 2002 году (удмурты 72 %, русские 28 %), 21 в 2012.